# Le condamné meurt à cinq heures
Le condamné meurt à cinq heures est un roman policier de l'écrivain belge Stanislas-André Steeman paru en 1959. Le héros n'est pas un enquêteur, mais un avocat pris au piège.
Maître Werner Lejanvier a une fois de plus brillamment sauvé la tête d'un innocent que tout accusait : Antonin Lazare. Mais celui-ci lui révèle qu'en réalité il était bien coupable de meurtre, et va jusqu'à faire chanter son sauveur, dont il menace de ruiner la carrière en révélant la vérité. Malgré son cœur fatigué, Werner Lejanvier va devoir lutter clandestinement pour tenter de sauver son honneur et même sa famille, menacés par un assassin diablement séduisant.

## Personnages
- Werner Lejanvier : avocat.
- Diane Lejanvier : sa seconde épouse.
- Joëlle Lejanvier : sa fille, née d'un premier mariage.
- Billy Hambourg et Dorothée (« Doto ») : amis des Lejanvier.
- Sylvie Lepage et Meurant : avocats ; collaborateurs de maître Lejanvier.
- Antonin (« Toni ») Lazare : représentant en machines à laver, client de Me Lejanvier.

## Adaptation
Ce roman a été adapté par la télévision française dans la série Le Masque. L'épisode, diffusé le 23 juin 1989, est réalisé par Marc Lobet, avec François Maistre, Harry Cleven, Bénédicte Loyen et Alexandra Vandernoot .